# 青い瞳の聖ライフ
『青い瞳の聖ライフ』（あおいひとみのせいライフ）は、フジテレビ系列で放映されたテレビドラマ。放映期間は1984年10月17日から1985年4月3日までの全23話で、毎週水曜日の20:00 - 20:54(JST)に放送されていた。

## 概要
鎌倉の湘洋高校を舞台にしたラブコメディー。アメリカ人の女子高校生、ベス・グリーンと日本人の男子高校生、高樹祐太郎がある事情のために国際結婚をしてしまい、それが元で難しい立場に立った2人の生活と、留学生ベスが学校で起こす出来事を軽快なタッチで描く。

## キャスト
- ベス・グリーン：フローレンス

　湘洋高校へやってきたアメリカからの留学生。英語教師の家に下宿していたが、突然現れた両親によってアメリカへ帰国させられそうになる。湘洋高校で初のロックフェスティバル開催の夢を叶えるべく行動を起こす。祐太郎と結婚後、姓に「高樹」が追加される。
- 高樹祐太郎：宮川一朗太

　湘洋高校の駅伝部に在籍する平凡だが少々ドジな高校生。父の栄転で熊本への転校が決まっていたが、マラソン大会でライバルに勝ちたいがために拒否。
- 高樹浩一：前田吟

　祐太郎の父。支店長として熊本に転勤になる。
- 高樹美知子：吉行和子

　祐太郎の母。
- 高樹麻里：青木沙緒里

　祐太郎の妹。ベスを義姉と認めなかったが、やがて和解。
- 大野武吉：丹波哲郎

　祐太郎の母方の祖父。熊本で老舗旅館を営む。
- 大野とよ：丹阿弥谷津子

　祐太郎の母方の祖母。
- 香山賢(ロック部)：竹本孝之

　ベスに好意を抱いており、ベスと祐太郎の仲を引き裂こうと躍起になる。
- 香山賢一郎：塚本信夫（第13話）

　賢の父。香山建設社長。
- 香山：岩本多代（第16話）

　賢の母。
- 藤田絹代：比企理恵

　高樹家の隣家の女子大生。
- 藤田美沙：梶芽衣子

　絹代の母。「レディース・リビング」編集長。
- 中野弥生(駅伝部マネージャー)：大沢逸美

　祐太郎に好意を抱いており、恋敵であるベスへの嫉妬から、彼女に嫌がらせを展開する。ロックフェスティバル開催にも反対の構えだったが…。
- 中野和正：沼田爆

　湘洋高校英文法教師。結婚前のベスのホームステイ先。弥生の父。
- 中野アヤコ：結城美栄子

　弥生の母。
- 望月校長：太宰久雄
- 砂岡（駅伝部監督）：蟹江敬三

　通称・サド岡。ロックフェスティバル開催に反対する。終盤でロック部・ダンス部を廃部に追い込む。
- 谷岡：森川正太

　砂岡の腰巾着的存在。ロックフェスティバル開催に反対する。
- 土岡：鈴木ヒロミツ

　ロック部顧問。ベスのロックフェスティバル開催の夢を叶えようと躍起になる。それゆえに砂岡や谷岡と激しく対立する。生徒たちの良き理解者。
- オカモト：アパッチけん

　湘洋高校教師。
- カワムラマユミ：石井めぐみ

　湘洋高校教師。
- ツキノ：監物房子

　湘洋高校英語教師。
- 西岡洋(ロック部)：麻見和也
- 柴田邦彦(ダンス部)：井田弘樹
- 神永ユカ：荒井玉青
- 木村良介（ダンス部）：野中幸一
- 駅伝部：中山秀征
- 昇(ロック部)：寺川健吾
- 島田亜紀：菊地陽子
- 島田：安江ひろみ（第6話）

　亜紀の母。
- 吉岡みどり：原口弥生

　生徒会長。
- 遠山：小山渚
- 吉田(駅伝部)：荒川亮
- フジサワヨウスケ(駅伝部)：冨家規政
- 立花めぐみ：富永麻季子
- 立花雄三：石田太郎（第14話）

　めぐみの父。
- 立花：小林哲子（第14話）

　めぐみの母。
- 松川葉子：南きよみ
- 松川：高田敏江（第19話）

　葉子の母。
- 新井：ケーシー高峰（第11話）

　駅伝部の新井の父。新井米店を営む。
- 水原洋子：荻野目洋子（第17話）

　湘洋高校1-Aの生徒。祐太郎の中学時代からの後輩。白血病で入院していたが退院。のちに白血病が悪化、命を落としてしまう。
- 水原：久保田民絵（第17話）

　洋子の母。
- タナベケイコ：渡辺桂子（第17話）

　湘洋高校1-Aの生徒。洋子の友人。
- ディスコの女：平沢智子（第17話）
- 浜辺の男：赤塚真人（第18話）
- 浜辺の男の妻：三原世司奈（第18話）
- 増田屋の主人：出光元（第19話）
- サトコ：後藤加代（第19話）

　増田屋の主人の妻。
- マエダ：小山武宏（第19話）

　砂岡の高校時代の同期。
- クワナミツオ：豊原功補

　湘洋高校卒業生。二浪中。
- レイコ：浅見美那

　浩一の不倫相手。
- 草村鉄兵：長塚京三

　草村塾の塾長。国際結婚の経験者でもある。
- キャサリン：ルル・リー

　草村の妻。ベスに好意的。
- ベスの父：レオ・メンゲッティ（第1話）
- ベスの母：ドロシー・シャランティ（第1話）
- 「レディース・リビング」編集部員：高間智子、千種かおる、東野祐子、森田はるか
- 武吉の戦友：森幹太、灰地順、大久保正信（第12話）
- 刑事：常泉忠通、佐々木敏、浅見小四郎、広田行生（第13話）
- ナレーション：中村正

## サブタイトル
| 話数 | 放送日         | サブタイトル             | 脚本                | 監督       |
| ---- | -------------- | ------------------------ | ------------------- | ---------- |
| 1    | 1984年10月17日 | ジャスト・マリッド       | 江連卓              | 井上芳夫   |
| 2    | 10月24日       | ヴァージン・ブライド     | 江連卓              | 土屋統吾郎 |
| 3    | 10月31日       | ストップ・ザ・テアー     | 江連卓              | 竹本弘一   |
| 4    | 11月07日       | アメリカン・スピリット   | 江連卓              | 土屋統吾郎 |
| 5    | 11月14日       | ラブ・イズ・スタート     | 江連卓              | 竹本弘一   |
| 6    | 11月21日       | ミッドナイト・フィーバー | 江連卓              | 竹本弘一   |
| 7    | 11月28日       | ザ・レッド・ハート       | 今井詔二            | 土屋統吾郎 |
| 8    | 12月05日       | マラソン・ウォーズ       | 江連卓              | 土屋統吾郎 |
| 9    | 12月12日       | クマモト・センセーション | 江連卓              | 土屋統吾郎 |
| 10   | 12月19日       | ロング・グッバイ         | 江連卓              | 土屋統吾郎 |
| 11   | 1985年1月09日  | ラブ・イズ・フォーエバー | 江連卓              | 江崎実生   |
| 12   | 1月16日        | ロンリーセブンティーン   | 今井詔二            | 井上芳夫   |
| 13   | 1月23日        | グッバイ マイラブ        | 江連卓              | 土屋統吾郎 |
| 14   | 1月30日        | キス・オブ・ファイヤー   | 江連卓              | 竹本弘一   |
| 15   | 2月06日        | ザ・トライアングル・ラブ | 今井詔二            | 井上芳夫   |
| 16   | 2月13日        | ザ・ジェラシー           | 江連卓              | 土屋統吾郎 |
| 17   | 2月20日        | デッド・オア・アライブ   | 江連卓              | 竹本弘一   |
| 18   | 2月27日        | ラスト・デイト           | 今井詔二            | 土屋統吾郎 |
| 19   | 3月06日        | アメリカン・エンジェル   | 山中伊知郎 井上芳夫 | 井上芳夫   |
| 20   | 3月13日        | ビバ! スクールライフ     | 今井詔二            | 井上芳夫   |
| 21   | 3月20日        | ゲット・アウト・ジャパン | 江連卓              | 竹本弘一   |
| 22   | 3月27日        | ブロークン・マリッジ     | 江連卓              | 土屋統吾郎 |
| 23   | 4月03日        | ダンシング・クイーン     | 江連卓              | 竹本弘一   |

## スタッフ
- 企画：春日千春（大映テレビ）、重村一（フジテレビ）
- プロデューサー：柳田博美・千原博司（大映テレビ）、石川泰平（フジテレビ）
- 脚本：江連卓、今井詔二、山中伊知郎
- 監督：井上芳夫、土屋統吾郎、竹本弘一、江崎実生
- 音楽：小六禮次郎
- 音響効果：田中稔（SPOT）
- 編集・録音：共同テレビジョン
- MA：テレトップ
- 技術協力（撮影技術）：ビデオフォーカス
- 制作：フジテレビ、大映テレビ株式会社
- 著作：大映テレビ株式会社（※ビデオテロップ上はノン・テロップ）

※スタッフの表記はオープニング内のテロップ表記を参考の上、記載。

## 主題歌
- 谷山浩子『DESERT MOON』（作詞・作曲:Dennis De Young、訳詞:谷山浩子、編曲:鷺巣詩郎）- デニス・デ・ヤングのカバー曲。
- レコード／キャニオン・レコード

## 再放送
- 2025年現在、DVD化はされていない。
- 2025年3月～4月にかけてTOKYO MXで再放送された[2]。

## 特徴
- 大映ドラマは2クールずつ[3]の放送で、本作はビデオ撮影である。その後の5作品は、フィルム撮影で放送。さらにその後、ビデオ撮影に戻る。
- 撮影時はベータカム、放送マザーは1吋CタイプVTRである。※後年の再放送時の放送マザーは原版からダビングされたデジタルベータカムとHDCAMである。